# Puntate di Affare fatto
Le puntate del programma televisivo Affare fatto sono state trasmesse originariamente sul canale televisivo Spike dal 2010. In Italia vengono trasmesse sul canale Discovery Channel e su DMAX.
| Stagione         | Puntate | Prima TV USA | Prima TV Italia |
| ---------------- | ------- | ------------ | --------------- |
| Prima stagione   | 8       | 2010         | 2011            |
| Seconda stagione | 27      | 2011         | 2012            |
| Terza stagione   | 26      | 2012         | 2013            |
| Quarta stagione  | 26      | 2013-2014    |                 |
| Quinta stagione  | 20      | 2014-2015    |                 |

## Prima stagione
| n. | Titolo originale            | Titolo italiano      | Prima TV USA     | Prima TV Italia  |
| -- | --------------------------- | -------------------- | ---------------- | ---------------- |
| 1  | The Wild West               | Il selvaggio West    | 9 novembre 2010  | 5 novembre 2011  |
| 2  | The Big Score               | Colpo grosso         | 9 novembre 2010  | 5 novembre 2011  |
| 3  | Ton's Got a Gun             | La pistola di Ton    | 16 novembre 2010 | 12 novembre 2011 |
| 4  | Strat'ed for Cash           | In cerca di guadagni | 23 novembre 2010 | 12 novembre 2011 |
| 5  | The Real Thing              |                      | 30 novembre 2010 | 19 novembre 2010 |
| 6  | Weapons of Past Destruction |                      | 7 dicembre 2010  | 19 novembre 2010 |
| 7  | Gangster Whiskey            |                      | 14 dicembre 2010 | 26 novembre 2010 |
| 8  | Home on the Gun Range       |                      | 21 dicembre 2010 | 26 novembre 2010 |

## Seconda stagione
| n. | Titolo originale             | Titolo italiano             | Prima TV USA      | Prima TV Italia  |
| -- | ---------------------------- | --------------------------- | ----------------- | ---------------- |
| 1  | Miami Heat                   | Fortuna a Miami             | 5 aprile 2011     |                  |
| 2  | Quadzilla Attacks!           | Quadzilla Attacks           | 5 aprile 2011     |                  |
| 3  | Sink or Swim                 | O la va o la spacca         | 12 aprile 2011    |                  |
| 4  | Disco and Dice               | Aste ad ostacoli            | 19 aprile 2011    |                  |
| 5  | Labor of Love                | Questione d'amore           | 26 aprile 2011    |                  |
| 6  | The Chicago Grand Slam       | Il grande Slam di Chicago   | 3 maggio 2011     | 4 febbraio 2012  |
| 7  | The Chi-town Showdown        | Chicago: la resa dei conti  | 10 maggio 2011    | 4 febbraio 2012  |
| 8  | Fire in the Hole!            | Fuoco!”                     | 17 maggio 2011    | 11 febbraio 2012 |
| 9  | Animal Instincts             | Istinto animale             | 24 maggio 2011    | 18 febbraio 2012 |
| 10 | Everything's Bigger in Texas | In Texas tutto è più grande | 31 maggio 2011    | 25 febbraio 2012 |
| 11 | The Smoking Ton              | Ton scatenato               | 17 luglio 2011    |                  |
| 12 | Top Gun Ton                  | Top Gun Ton                 | 19 luglio 2011    | 11 febbraio 2012 |
| 13 | Beantown Bidders             | Offerenti a Boston          | 19 luglio 2011    | 18 febbraio 2012 |
| 14 | Diesel Digs                  | Escavatori                  | 2 agosto 2011     | 3 marzo 2012     |
| 15 | The Dallas Mavericks         | Dallas Mavericks            | 9 agosto 2011     | 3 marzo 2012     |
| 16 | Knuckle Dust                 |                             | 16 agosto 2011    |                  |
| 17 | Half Pipe Dreams             |                             | 23 agosto 2011    |                  |
| 18 | Viva la Vegas                | Las Vegas                   | 30 agosto 2011    | 24 marzo 2012    |
| 19 | Rodeo Ton                    | Rodeo                       | 6 settembre 2011  | 17 marzo 2012    |
| 20 | Sin City Shootout            | Sin City                    | 13 settembre 2011 | 17 marzo 2012    |
| 21 | Night of the Digging Dead    |                             | 18 ottobre 2011   |                  |
| 22 | Battle Bought                |                             | 25 ottobre 2011   |                  |
| 23 | Hot Wheels                   |                             | 1º novembre 2011  | 7 aprile 2012    |
| 24 | Great American Cashtime      |                             | 8 novembre 2011   |                  |
| 25 | Auction Hunters, Ink.        | Tatuaggi                    | 15 novembre 2011  | 24 marzo 2012    |
| 26 | Reel Money                   |                             | 22 novembre 2011  |                  |
| 27 | Early Bird Special           |                             | 29 novembre 2011  |                  |

## Terza stagione
| n. | Titolo originale              | Titolo italiano | Prima TV USA      | Prima TV Italia |
| -- | ----------------------------- | --------------- | ----------------- | --------------- |
| 1  | Auction Hunters Live          |                 | 21 marzo 2012     |                 |
| 2  | Cold Hard Cash                |                 | 28 marzo 2012     |                 |
| 3  | Ton's Driller Instinct        |                 | 28 marzo 2012     | 13 gennaio 2013 |
| 4  | Hidden Hot Wheels             |                 | 4 aprile 2012     |                 |
| 5  | Auction Hunter Shuffle        |                 | 4 aprile 2012     | 13 gennaio 2013 |
| 6  | Big Easy Money                |                 | 11 aprile 2012    |                 |
| 7  | High Flying Ton               |                 | 18 aprile 2012    |                 |
| 8  | Drumming Up Cash              |                 | 25 aprile 2012    |                 |
| 9  | Bowling Pin Payday            |                 | 2 maggio 2012     |                 |
| 10 | Fake Punt Payoff              |                 | 9 maggio 2012     |                 |
| 11 | The Jersey Score              |                 | 16 maggio 2012    |                 |
| 12 | Allen's Got Balls             |                 | 23 maggio 2012    |                 |
| 13 | Mr. Haff Goes to Washington   |                 | 30 maggio 2012    |                 |
| 14 | Voodoo Moola                  |                 | 6 giugno 2012     |                 |
| 15 | Dead Aim                      |                 | 6 giugno 2012     |                 |
| 16 | Sidecar Surprise              |                 | 20 giugno 2012    |                 |
| 17 | Little-Ton Jones              |                 | 20 giugno 2012    |                 |
| 18 | Choo-Choo, Cha-Ching!         |                 | 8 agosto 2012     |                 |
| 19 | Ton's Hot Commodity           |                 | 15 agosto 2012    |                 |
| 20 | Ice, Ice, Baby                |                 | 22 agosto 2012    |                 |
| 21 | Gangs of New York             |                 | 29 agosto 2012    |                 |
| 22 | Allen’s Ruff Day              |                 | 29 agosto 2012    |                 |
| 23 | Hula Moola                    |                 | 12 settembre 2012 |                 |
| 24 | Friends In Hawaii Places      |                 | 19 settembre 2012 |                 |
| 25 | Money Makin' Monster Machines |                 | 26 settembre 2012 |                 |
| 26 | Gold ‘N’ Gloves               |                 | 26 settembre 2012 |                 |

## Quarta stagione
| n. | Titolo originale             | Titolo italiano              | Prima TV USA     | Prima TV Italia |
| -- | ---------------------------- | ---------------------------- | ---------------- | --------------- |
| 1  | Once a Pawn a Time           | C'era una Volta un Pegno     | 30 gennaio 2013  |                 |
| 2  | Win Lose Or Joust            | Vincere, Perdere o Giostrare | 30 gennaio 2013  |                 |
| 3  | It's Raining Ton             | Ton Torrenziale              | 6 febbraio 2013  |                 |
| 4  | Rock-et To Me!               | Vieni a Razzo!               | 13 febbraio 2013 |                 |
| 5  | Off The Deep End             | Fuori di Testa               | 20 febbraio 2013 |                 |
| 6  | Trading Places               | Scambi di posti              | 2 marzo 2013     |                 |
| 7  | Flying Ton, Creeping Allen   |                              | 9 marzo 2013     |                 |
| 8  | Whip It Good                 |                              | 16 marzo 2013    |                 |
| 9  | Machine Gun Ton              |                              | 23 marzo 2013    |                 |
| 10 | Always Money in Philadelphia |                              | 30 marzo 2013    |                 |
| 11 | Carolyn Goes Topless         |                              | 6 aprile 2013    |                 |
| 12 | Don't Taze Me Bro            |                              | 13 aprile 2013   |                 |
| 13 | The Fall Guys                |                              | 13 aprile 2013   |                 |
| 14 | Separation Anxiety           | Ansietà da separazione       | 18 gennaio 2014  |                 |
| 15 | Allen vs. Ton                |                              | 25 gennaio 2014  |                 |
| 16 | You Got Served               |                              | 1 febbraio 2014  |                 |
| 17 | Without a Chute              |                              | 8 febbraio 2014  |                 |
| 18 | Ton Voyage                   |                              | 15 febbraio 2014 |                 |
| 19 | You Foos You Lose            |                              | 22 febbraio 2014 |                 |
| 20 | Allen's Big Crush            |                              | 1 marzo 2014     |                 |
| 21 | Nothing But Net              |                              | 15 marzo 2014    |                 |
| 22 | Hall of Fame Game            |                              | 22 marzo 2014    |                 |
| 23 | Cashville, Tennessee         |                              | 29 marzo 2014    |                 |
| 24 | Big Sis Ducks Out            |                              | 29 marzo 2014    |                 |
| 25 | Gone In 20 Seconds           |                              | 5 aprile 2014    |                 |
| 26 | To Pawn or Not To Pawn       |                              | 5 aprile 2014    |                 |

## Quinta stagione
| n. | Titolo originale       | Titolo italiano           | Prima TV USA     | Prima TV Italia |
| -- | ---------------------- | ------------------------- | ---------------- | --------------- |
| 1  | Space Cowboys          |                           | 11 ottobre 2014  |                 |
| 2  | Ramped Up              | La rampa                  | 18 ottobre 2014  |                 |
| 3  | Hook, Line and Printer | Pistole e stampanti       | 25 ottobre 2014  |                 |
| 4  | Rock and Roll          | Rock and Roll             | 1 novembre 2014  |                 |
| 5  | Betsy's Last Stand     | L'ultimo viaggio di Betsy | 8 novembre 2014  |                 |
| 6  | Risk & Reward          | Rischio e ricompensa      | 22 novembre 2014 |                 |
| 7  | Blazing Saddles        |                           | 6 dicembre 2014  |                 |
| 8  | Party Gras             |                           | 13 dicembre 2014 |                 |
| 9  | Louisiana Purchase     |                           | 20 dicembre 2014 |                 |
| 10 | Missouri Loves Company |                           | 20 dicembre 2014 |                 |
| 11 | Tough as Nails         |                           | 11 aprile 2015   |                 |
| 12 | Ton-Geons & Dragons    |                           | 11 aprile 2015   |                 |
| 13 | Wreck-Shaw             |                           | 18 aprile 2015   |                 |
| 14 | Carnies & Armories     |                           | 18 aprile 2015   |                 |
| 15 | The Unsinkable Ton     |                           | 25 aprile 2015   |                 |
| 16 | Pucks for Bucks        |                           | 25 aprile 2015   |                 |
| 17 | Whiskey Business       |                           | 2 maggio 2015    |                 |
| 18 | Haff-Inated            |                           | 2 maggio 2015    |                 |
| 19 | Brew-Phoria            |                           | 9 maggio 2015    |                 |
| 20 | Catch My Drift?        |                           | 9 maggio 2015    |                 |